# ميرتل كوربن
جوزيفين ميرتل كوربن (بالإنجليزية: Josephine Myrtle Corbin)‏ امرأة أمريكية ذات أربعة أرجل، وُلدت بولاية تينيسي في 12 مايو 1868 بعيب خلقي أدى إلى نمو أطراف سفلية إضافية لتوأم لم يكتمل نموه، وكان لديها حوضين منفصلين. لم تتمكن من الوقوف على ساقيها القصيرتين لضعفهما الشديد، إلا أنها كانت تعمل على تحركيهم باستمرار، وكانت قدمها اليمنى مقوسة، واليسرى هي السليمة بينهما. واستغل والديها الوضع لجلب الأموال لهما، عقب التأكد من حالة ابنتهما الخلقية المشوهه، ودفعا بها إلى الانضمام إلى مجال العروض الترفيهية وهي في سن الثالثة عشر، وقد أبهرت الطفلة الجمهور، مما أدى إلى تلقيبها بالفتاة التي تسير على أربعة أقدام، وتقاعدت في سن الثامنة عشر. وفي العام التالي، تزوجت ميرتل كوربن وهي في سن التاسعة عشر من طبيب يُدعى بيكنيل كلينتون، وأنجبت منه  أربعة بنات وولد واحد. وقد تزامنت شعبية ميرتل مع تطور دراسة التشوهات الجسدية، مما منحها شهرة أخرى على الصعيد الطبي. وقد نشرت المجلات الطبية العالمية مقالات تتضمن تفاصيل حالتها وأول تجربة لها مع الولادة في عام 1889. وفي عام 1928، أصيبت ميرتل بمرض الحمرة، وتوفيت بعدها بفترة وجيزة في كيلبورن ولاية تكساس في 6 مايو 1928 عن عمر ناهز الـستين عامًا.

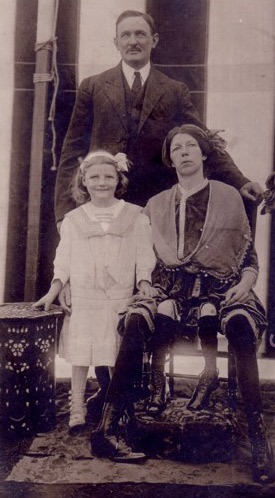
جوزيفين ميرتل كوربن مع زوجها وابنتها.